# Abadim (Cabeceiras de Basto)
Abadim es una freguesia portuguesa del concelho de Cabeceiras de Basto, con 14,93 km² de superficie y 668 habitantes (2001). Su densidad de población es de 44,7 hab/km².